# كريستينا جراوفاك
كريستينا جراوفاك مواليد 14 أغسطس 1991 في صربيا، هي لاعبة كرة يد صربية تلعب كحارس مرمى. تلعب حاليا في الدوري التركي لكرة اليد للسيدات.

## روابط خارجية
- كريستينا جراوفاك على موقع الاتحاد الأوروبي لكرة اليد (الإنجليزية)